# Zuhayr bin Abi Sulma

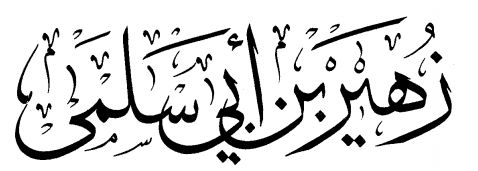
Nombre escrito en caligrafía del poeta Zuhayr Ibn Abî Sulmâ

Zuhayr bin Abī Sūlmā (árabe: زهير بن أبي سلمى; c. 520 – c. 609), también latinizado como Zuhair o Zoheir (en árabe: زهير بن أبي سلمى‎), fue un poeta preislámico que vivió durante los siglos VI y VII. Es considerado uno de los escritores más grandes de la poesía árabe de la época preislámica. Zuhayr pertenecía a la tribu Banu Muzaina. Su padre era poeta y su hijo mayor Ka'b bin Zuhayr también fue poeta como su padre y abuelo, leyendo sus obras al profeta Mahoma (en árabe: زهير بن أبي سلمى‎).
Los poemas de Zuhayr se encuentran en la antología clásica de Hammad Ar-Rawiya, Mu'allaqat ("Las Colgadas"), una colección de poesía preislámica. Es uno de los Siete Poetas Colgados que se dice fueron honrados por colgar copias de sus obras en la Kaaba de Meca. Era el poeta favorito de Umar ibn Khattab.
La poesía de Zuhayr fue escrita cuando dos tribus beduinas pusieron fin a una larga hostilidad. Sus poemas tratan sobre incursiones y otros temas de la vida nómada en el desierto. También escribió poemas sobre la gloria de su tribu y poemas satíricos, pero sus versos son siempre menos satíricos que la mayoría de los poetas contemporáneos. Se esforzó en expresar pensamientos profundos con palabras sencillas, para ser comprensible y con frases claras enseñar a las personas ideales altos y nobles. Fue un hombre  de rango y riqueza, el más importante en una familia destacada por su habilidad poética y seriedad religiosa.  
Su Mu'allaqa tiene 62 versos y presenta la estructura clásica de las casidas preislámicas. La introducción recibe el nombre de "nasab" o "ghazal" y se compone de una serie de versos amatorios referidos a la amada; en este caso, a su esposa, Umm Awfà. Después encontramos un fragmento que relata una travesía, donde se describen paisajes y eventos relevantes para el poeta, que recibe el nombre de "rahil". Finalmente aparece el tema principal del poema, que es un panegírico con el que busca alabar a quienes pusieron fin a una disputa tribal. Este poema es conocido principalmente por sus famosas sentencias filosóficas en forma de aforismos.
La Mu'allaqa ha sido traducida al castellano por los arabistas Federico Corriente y Juan Pedro Monferrer Salas y puede consultarse aquí.